# Депортација
Депортација је испоручење људи обично из земље у којој живе у земљу из које потичу. У већини земаља депортација се примењује на недржављане који прекрше имиграционе законе (илегално имигрирају). Легална процедура у САД захтева од појединца да докаже зашто не треба да буде депортован.